# ECHO 1
ECHO 1 fu il primo satellite artificiale per telecomunicazioni mai costruito.

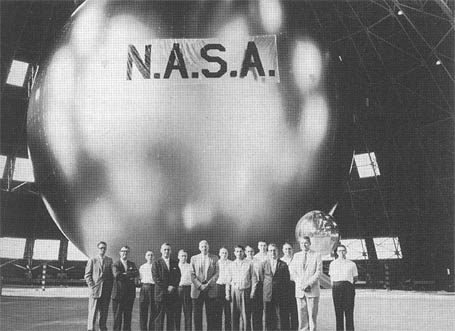
Echo 1 completamente gonfiato in un hangar della marina in Weeksville, North Carolina

## Caratteristiche
Lanciato dalla NASA il 12 agosto 1960 con un razzo Thor-Delta, questo satellite passivo consisteva in una sfera gonfiabile dal diametro di 30,5 m composto da una pellicola spessa 0,127 mm di Mylar metallizzato in grado di riflettere le onde radio.
Lo scopo del satellite consisteva nel verificare la possibilità di comunicare tra aree distanti della terra utilizzando, come ponte radio, un oggetto in orbita.
La sfera infatti, una volta fuori dall'atmosfera, era in grado di riflettere, passivamente, le onde radio inviate da una stazione a terra, il tutto quindi senza l'ausilio di apparati elettronici per la captazione e ritrasmissione del segnale a bordo del satellite.
La missione fu un successo e permise, durante il passaggio del satellite tra gli Stati Uniti d'America, la prima comunicazione "diretta" tra due stazioni radio della NASA situate una in California e l'altra in Florida.
Venne successivamente utilizzato per riflettere segnali radio, telefonici e televisivi anche tra continenti diversi.
Grazie al suo notevole volume furono possibili anche misurazioni precise della densità atmosferica nell'orbita bassa e della pressione solare.

## Scopi militari
Nel pieno periodo della guerra fredda non potevano mancare degli obiettivi militari.
Questi satelliti perfettamente visibili ad occhio nudo potevano essere usati come punti di riferimento per determinare accuratamente la posizione geografica della città di Mosca. Questo permise un miglioramento della capacità di intercettare possibili missili balistici intercontinentali da parte dell'esercito statunitense.

## Curiosità
- Vista la quasi totale assenza di un'atmosfera nell'orbita bassa, è bastata una piccola quantità di gas per gonfiare completamente la sfera.
- Le fasi di dispiegamento della sfera sono state viste ad occhio nudo dalla terra.
- La sfera è andata completamente distrutta incenerendosi durante il rientro in atmosfera
- Grazie alla sua orbita bassa (LEO), al suo volume di circa 14137 m³ ed al suo colore traslucido L'ECHO 1 risulta essere probabilmente l'oggetto più visibile, ad occhio nudo, mai messo in orbita dall'uomo.
- Il satellite Echo 2 lanciato nel 1964 aveva un diametro di 41,1 m ed era composto da una pellicola di PET metallizzato.